# Marcos Pérez Jiménez
Marcos Pérez Jiménez, född den 25 april 1914, död den 20 september 2001 i Madrid, var en venezuelansk militär och politiker, diktator i Venezuela mellan 1952 och 1958.

## Biografi
Pérez Jiménez var yrkesmilitär, och var den 19 oktober 1945 med om att störta Isaías Medina Angaritas militärregim till förmån för reformpartiet Acción Democrática (AD). Allt eftersom AD under Rómulo Gallegos och Rómulo Betancourt blev alltmer vänsterinriktade grodde dock missnöjet hos militären, och 1948 störtade de AD:s regering och införde en tremannajunta. 1952 hade Pérez Jiménez eliminerat de övriga i juntan, och blev diktator över Venezuela.
Pérez Jiménez regim var brutal och auktoritär, men eftersom det kalla kriget rasade och USA inte gärna såg en kommunistisk regim i landet stöddes han av president Dwight D. Eisenhower. Han utökade infrastrukturen i landet och inledde stora byggnadsprojekt, som finansierades med hjälp av den likaledes ökande oljeindustrin. Projekten, i samband med en utbredd korruption, ledde dock till en ökad inflation i landet, och 1958 störtades Pérez Jiménez och flydde till USA.
Bevis för Pérez Jiménez illegala verksamhet fanns dock kvar i Venezuela, och 1963 dömdes han till fyra års fängelse. Han släpptes 1968 och flyttade till Francisco Francos fascistiska Spanien. Han hade fortfarande ett visst stöd i hemlandet, och valdes in i kongressen, men Acción Democrática tillät honom aldrig att tillträda sin tjänst. Han bjöds in när Hugo Chávez svors in som president 1999, men tackade nej till inbjudan. Han dog av en hjärtattack den 20 september 2001 i Madrid.